# Rio Cais
Rio Cais är ett periodiskt vattendrag i Brasilien.   Det ligger i delstaten Piauí, i den östra delen av landet, 1 300 km nordost om huvudstaden Brasília.
Omgivningarna runt Rio Cais är huvudsakligen savann. Runt Rio Cais är det mycket glesbefolkat, med 7 invånare per kvadratkilometer.